# Filottrano
Filottrano (Filottrà in dialetto filottranese) è un comune italiano di 8 818 abitanti della provincia di Ancona nelle Marche.

## Geografia fisica
Il paese di Filottrano si trova in collina, a un'altezza media al di sotto dei 300 metri s.l.m.

## Storia

### Preistoria
La presenza dell'uomo nell'Eneolitico è largamente testimoniata da numerosi reperti archeologici emersi nel villaggio Capannilico sito nella zona di Ripabianca di Santa Paolina, nell'ultima collinetta nella sponda destra del Musone, prima del suo sbocco in pianura.

### Dai Piceni all'Impero Romano
Successivamente, nel VI secolo a.C., i Galli Senoni si stanziarono perfino a Santa Paolina, ove venne rinvenuto un importantissimo sepolcreto, tra i più interessanti d'Italia. Le usanze, i costumi e tutto ciò che riguarda la cultura dei Galli sono descritte da Giulio Cesare nei suoi Commentarii de bello civili, in cui talvolta la narrazione degli eventi bellici lascia spazio a veri e propri "excursus etnografici" sul modello dei più grandi storici dell'antichità, quali Erodoto e Tucidide. In epoca romana, venne costruita la colonia di Veragra presso l'attuale Fratte, ma l'insediamento venne saccheggiato e distrutto nel 568 d.C. dagli ostrogoti.

### Medioevo
Le prime fonti certe sulla fondazione di Filottrano risalgono al 1187 per opera di Papa Gregorio VIII, le quali danno la certezza di una reale esistenza già in quegli anni di Filottrano. Etimologicamente "Filottrano" è la sintesi della formula "Mons Philiorum Optrani", Monte dei figli di Ottrano, che la leggenda vuole sia il fondatore longobardo della città. I filottranesi nel Dopoguerra eressero una statua in suo onore che posero nella piazza principale, Piazza Mazzini. In principio Montefilottrano era solo un piccolo oppidum, che fu con i secoli ingrandito sempre più. Nel corso dell'Alto prima e del Basso medioevo poi le abitazioni cittadine e le fortificazioni vengono ampliate, si notino al riguardo le mura castellane del XIV secolo circa. In quel tempo l'economia si basava sull'agricoltura, come dimostra la fitte rete di grotte sotto il paese, la quale serviva per tenere le provviste in tempo di carestia, di guerra o di particolare siccità. Le grotte non sono visitabili, sebbene in alcuni locali si può vedere il punto in cui si entrava. Sempre in epoca medievale Filottrano venne coinvolta nello scontro tra Guelfi e Ghibellini e per ragioni sia di confine che di interessi politico-religiosi alle vicine Cingoli (Cingulum) e Osimo (Auximum), come attesta la famosa festa medievale dello "Stivale", che fa rivivere l'atmosfera molto suggestiva e affascinante di quei tempi.
Di notevole importanza è il grande monastero di Storaco (XII-XIII secolo, ma forse i primi insediamenti risalgono a sei secoli prima), oggi non più esistente, ma fonti confermano che per le popolazioni limitrofe era un importante punto di pellegrinaggio. La leggenda vuole che il castello e il monastero siano stati abbattuti per ricavarne i mattoni necessari alla costruzione del paese. A causa di eventi bellici la chiesa restante è stata in parte danneggiata e oggi è stata completamente abbandonata, trascurandone il valore storico e artistico. Montefilottrano era circondato da molti altri "castelli", che da autonomi passarono sotto la soggezione del castrum più grande per importanza e per la favorevole posizione più elevata.

### Epoca moderna
Notevole importanza strategica ricopre la posizione in cui il paese si trova, tanto che fu un caposaldo che permise la risalita degli Alleati verso la liberazione del Centro e Nord Italia. Infatti tra il 1º e il 9 luglio 1944 vi combatté il "Nembo" nella Battaglia di Filottrano, che indubbiamente fu una delle più eccellenti operazioni del Corpo Italiano di Liberazione ad è ancora viva nella mente degli abitanti. Con il primo dopoguerra e l'età del benessere il paese crebbe sotto ogni punto di vista: da quello demografico a quello economico.
Di Filottrano è originaria la famiglia del poeta forlivese Aldo Spallicci.

## Monumenti e luoghi d'interesse
Le mura del castello di Filottrano cingono, ancora, il paese. 
Il vicolo "Mura Castellane" conosciuto dai Filottranesi per Sótta l'Andró, cioè la discesa di comunicazione che al primo piano della fortezza porta nel fossato passando sotto il parapetto.

### Architetture religiose
Collegiata di Santa Maria Assunta

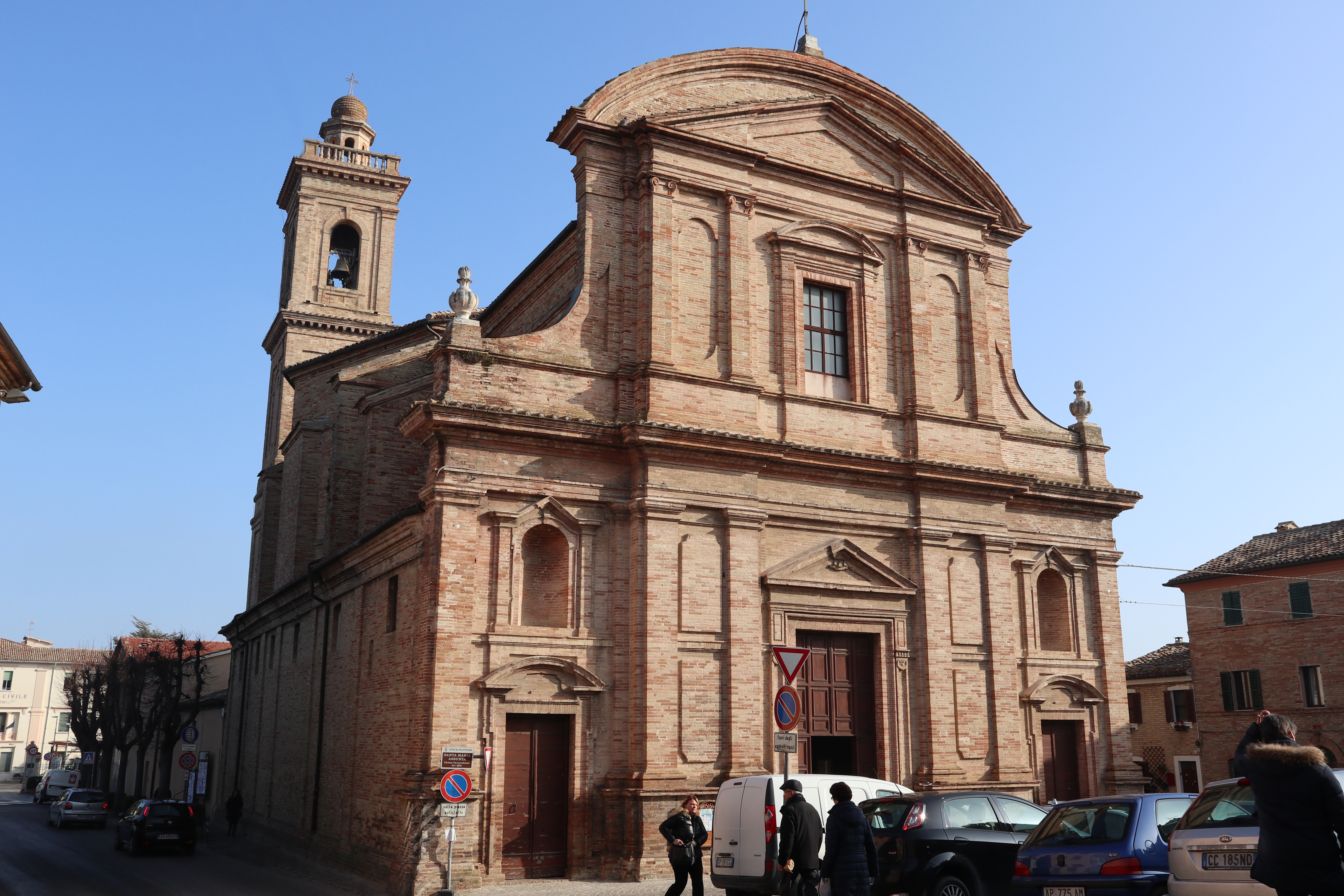
Chiesa di Santa Maria Assunta

Edificio costruito nel XVIII secolo su una chiesa precedente del XIV secolo. Al suo interno possono arrivare opere pittoriche di autori italiani e stranieri. Si segnalano gli affreschi del tardo Trecento e del tardo Quattrocento che testimoniano la devozione della comunità di Filottrano nei secoli. Si segnalano la "Natività di Gesù" attribuita a Gerrit van Honthorst (detto Gerardo delle Notti), la "Decollazione di san Giovanni Battista" di Ernest Van Schayck "La Madonna Bella", sempre attribuita allo stesso pittore e un quadro raffigurate "Sant'Omobono", protettore dei sarti e dei mercanti, eseguito da un pittore anonimo e la pala d’altare, l'Assunzione di Maria in cielo di Étienne Parrocel.
Chiesa di San Francesco

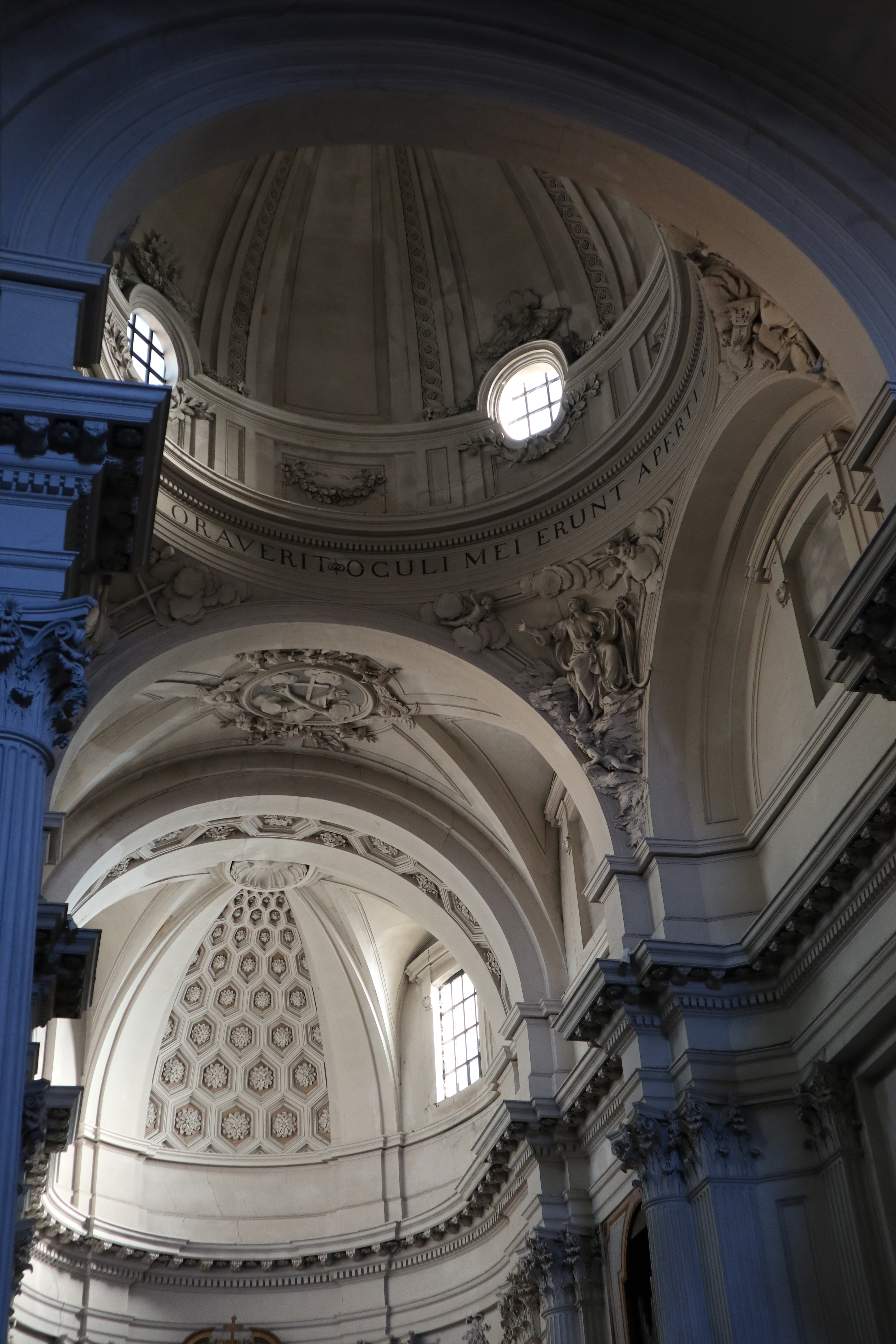
Particolare dell'interno della chiesa di San Francesco.

Risalente al XVI secolo, l'origine della chiesa è da collegarsi ai conventuali che si stabilirono nel castello di monte Filottrano sin dal XIV secolo. Il tempio ad unica navata fu rimaneggiato nel XVIII secolo secondo lo stile dell'epoca. Si conservano all'interno tele di Filippo Bellini, Pompeo Morganti e Ercole Ramazzani. Dal punto di vista architettonico la balaustra in marmo rosa del Settecento è tra le parti più interessanti dell'edificio. Mentre all'esterno si è conservato un portale del Quattrocento con le effigie dei nobili che lo commissionarono.
Chiesa delle Stimmate
L'interno ottocentesco conserva un altare ligneo elegante con intagli e dorature. E' sentita la devozione popolare per il Crocefisso settecentesco considerato miracoloso.
Chiesa di San Cristoforo
Una bolla di Onorio III del 1218 attesta che appartenne ai monaci di Santa Croce di Fonte Avellana anche se non si hanno elementi per risalire alla sua fondazione. L'edificio conserva affreschi quattrocenteschi che sono sopravvissuti ai lavori di riabbellimento dell'edificio nel '500. Il nuovo ciclo decorativo narra la storia di Giuseppe l'ebreo, mentre nell'abside si può vedere la discesa della manna.
Chiesa di San Michele Arcangelo
(XVIII secolo): in restauro. La chiesa ha una facciata seicentesca.
Chiesa di Santa Maria degli Angeli
(XVIII secolo): esposizione permanente di statuine del presepe del Novecento leccese.
Chiesa di Santa Maria di Tornazzano
Con affreschi di scuola marchigiana del Quattrocento.
Chiesa di Santa Maria di Storaco
(IX secolo - XVI secolo): cadente

### Architetture civili
Palazzo comunale di Filottrano

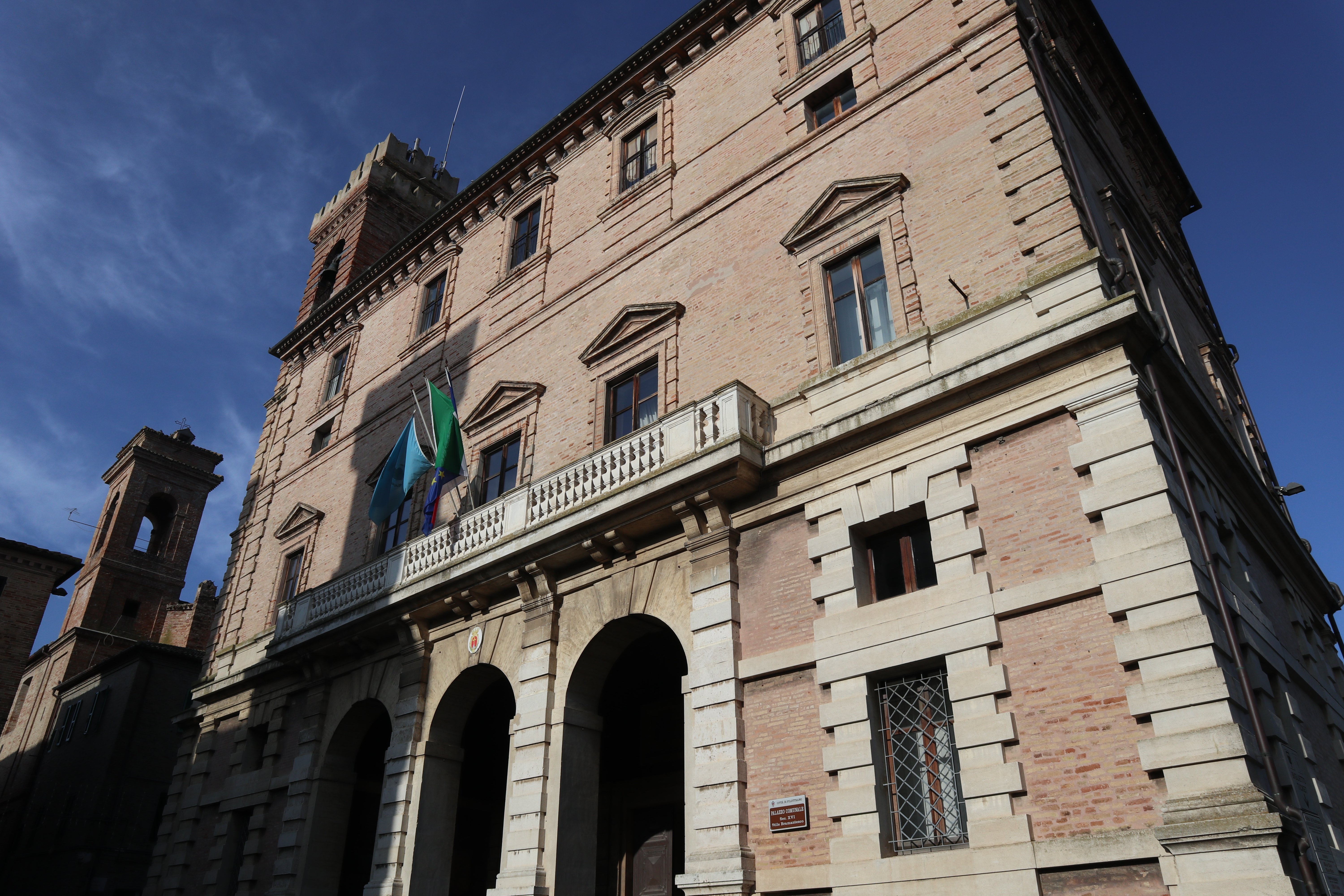
La facciata rinascimentale del palazzo del comune.

Edificio in stile rinascimentale eretto a partire dal XVI secolo. La facciata venne compiuta nel XIX secolo. 
Palazzo Accorretti
Si tratta dell'edificio privato più esteso del centro storico. È stato proprietà della famiglia Accorretti e presenta degli interessanti cicli pittorici di fine XVIII secolo al piano terreno e nobile.
Biblioteca Emidio Bianchi
Complesso seicentesco con elegante portone in legno intagliato.
Scalinata detta la Porticella
Ripercorrendo le scalette da via Mazzini, si arriva fino alla chiesa di Santa Maria degli Angeli. 
Villa Carradori o Centofinestre
In stile neoclassico e ristrutturata dall'architetto Pietro Ghinelli nel 1828-1832, la ha il giardino di verzura tra i più grandi della regione Marche. Oggi, il complesso è stato trasformato in struttura turistica.

### Arte contemporanea
Teatro Torquis, opera dell'architetto Cristiano Toraldo di Francia
"Lafabbrica" - spazio giovani.
Villa Spada: location del film "Il giovane favoloso" (2014)  di Mario Martone.

## Società

### Evoluzione demografica
Abitanti censiti

### Etnie e minoranze straniere
Al 31 dicembre 2022 la popolazione straniera era di 508 persone, pari al 5,64% della popolazione.

### Dialetto
Il dialetto di Filottrano rispecchia la posizione geografica in cui è situato il comune: trattandosi di un centro della provincia di Ancona posto al confine di quella di Macerata, risente molto dell'influsso delle parlate di quest'ultima, presentando notevoli somiglianze coi vernacoli di Cingoli, Appignano e di Macerata stessa. È un dialetto che si presenta perciò di difficile classificazione, per cui sarebbe opportuno collocarlo in una zona mista (o “grigia”), ovvero di transizione tra i dialetti di tipo anconetano (o marchigiani centro-settentrionali) e quelli di tipo maceratese-fermano-camerte (o marchigiani centro-meridionali) insieme anche ai vernacoli di Montefano, Recanati e, più all'interno, di Staffolo, Cupramontana nonché del quadrilatero Arcevia-Serra San Quirico-Fabriano-Sassoferrato.
Le caratteristiche "anconetane" sono evidenti specialmente:
- nel campo della pronuncia vocalica della “e”: infatti il dittongo “ie” viene pronunciato quasi sempre aperto come a Jesi, Osimo, Recanati, ecc. (viène, piètra, ecc.), e l'apertura coinvolge anche vocaboli che in italiano suonano con la e chiusa, come vèrde e fèrmo, nonché i suffissi in –mento/-mente (es. munumènto); queste caratteristiche sono peculiari dell'area cosiddetta "anconetana" ma non dell'anconitano del capoluogo, che pronuncia viène e munumènto, ma piétra, vérde, férmo)
- nell'uso dei pronomi personali lù e lia per “lui” e “lei”, tipici delle Marche e dell'Umbria centrosettentrionali, che però convivono con le forme centromeridionali issu/éssa;
- nell'articolo maschile singolare, che anche se è reso normalmente come u (da un più antico ru), quindi in forma "forte", presenta forme isolate di ir (ir barre, ir corso, ir tirassegno, ir diaulu, ir Signore) e der per “del” (der corso), che, seppur differenti dal comune el del resto della provincia, condivide con esso la forma cosiddetta "debole";
- in alcuni vocaboli, come fijolu per “bambino”, come pure l'avverbio di tempo adè per “adesso”;
- nella lenizione intervocalica (o “rilassamento”), avvertibile però in maniera più sporadica e meno sistematica che nell'area anconetana, perché è vitale di fatto solo per -c-, che diventa spesso, ma non sistematicamente, -g-(segondo per “secondo”).

Gli elementi "maceratesi" sono comunque predominanti, nonché più vistosi, ed infatti sono riscontrabili: 
- la presenza della metafonesi di tipo "arpinate" o "sabina" da –o e da –i finale, per le vocali toniche “e” ed “o” sia chiuse sia aperte (véntu per “vento”, cócciu per “coccio”): Filottrano è al riguardo una delle località più settentrionali delle Marche in cui il fenomeno è ancora vitale, essendo situata immediatamente al di sotto di un'isoglossa che attraversa la regione in direzione nord-ovest sud-est, partendo da Arcevia per giungere a Potenza Picena lungo la costa;
- la distinzione tra -o finale (derivante dalle originarie -o, -ō del latino) ed -u finale (da -ū latina), come vedenno, ma grossu: anche in tal caso, Filottrano è situata lungo un'isoglossa che, partendo da Serra San Quirico, passa appunto per Filottrano per scendere infine sulla costa a sud del Chienti presso Porto Sant'Elpidio;
- il passaggio da b- iniziale a v- (volletta per "bolletta");
- l'apocope dei suffissi in -ro (da -io), ad es. fornà per “fornaio”;
- la mancanza dello sdoppiamento di –rr- (guerra e non guera);
- la sonorizzazione di “c” dopo nasale (mancare > mangà, bianco > biango), tipica anche di Jesi, Recanati, ecc., mentre il fenomeno analogo per “t” è presente solo sporadicamente, perciò pare essere regredito: sopravvive ad es. la forma déndro/drendo per “dentro”.

## Cultura

### Istruzione

#### Biblioteche
- Biblioteca civica "Emidio Bianchi": Comprende l'archivio storico comunale.

#### Musei
- Museo della civiltà contadina: istituito nel 1995 in alcuni locali del monastero di Santa Chiara (via Nazario Sauro 27); ha una raccolta privata di oggetti tipici della civiltà agreste marchigiana, arricchita con interessanti manufatti etnografici (temp. chiuso al pubblico).
- Museo Costantino Beltrami: raccoglie oggetti e carteggi dell'esploratore.
- Museo del Biroccio: comprende una raccolta di attrezzi di lavoro, carri agricoli marchigiani, gioghi intagliati, fotografie, disegni e oggetti d'arredamento.
- Museo della macchina da cucire.
- Esposizione permanente di Statuine del Natale presso la chiesa di Santa Maria degli Angeli (temp. chiuso al pubblico).
- Museo della battaglia: raccoglie armi, munizionamento, divise, oggettistica, foto.

### Feste
- La "Contesa dello stivale", prima domenica di agosto;
- "Mitici anni 60" prima domenica di Settembre;
- "Sagra delle Noci" (frazione Cantalupo), agosto;
- "Sagra del coniglio in porchetta" (frazione San Biagio), luglio,
- "Sagra dell'oca" (frazione Sant'Ignazio), luglio,
- "Festa della primavera" (frazione Sant'Ignazio), aprile.

Festival
- Rassegna di musica barocca - "Sulle orme del Cusanino"

### Frazioni
Del comune di Filottrano fanno parte le frazioni di Montepulciano (1.98 km dal centro del comune), Cantalupo (7,62 km dal centro), Imbrecciata (1,96 km), Marinuccia (3,37 km), Montoro (6,98 km), Ponte Musone (5,95 km), San Biagio (6,17 km), San Pietro Marinuccia (2,82 km), Sant'Anna (2,71 km), Sant'Ignazio (4,06 km), Santa Maria (2,43 km) e Tornazzano (1,25 km).

#### Montepulciano
Nella frazione di Montepulciano (nel dialetto locale Montepulcià o Montepurgià) risiedono circa 100 abitanti. Sembra originario del paese il pittore del XV secolo Pietro di Domenico da Montepulciano, detto anche Pietro da Recanati, che lì aveva una bottega.

## Amministrazione
| Periodo        | Periodo        | Primo cittadino   | Partito                                        | Carica  | Note |
| -------------- | -------------- | ----------------- | ---------------------------------------------- | ------- | ---- |
| 4 luglio 1985  | 11 giugno 1990 | Dario Pasquini    | Democrazia Cristiana                           | Sindaco |      |
| 11 giugno 1990 | 24 aprile 1995 | Dario Pasquini    | Democrazia Cristiana                           | Sindaco |      |
| 24 aprile 1995 | 14 giugno 1999 | Patrizia Pesaresi | Centro-sinistra                                | Sindaco |      |
| 14 giugno 1999 | 14 giugno 2004 | Ivana Ballante    | Centro-destra                                  | Sindaco |      |
| 14 giugno 2004 | 8 giugno 2009  | Ivana Ballante    | Lista civica                                   | Sindaco |      |
| 8 giugno 2009  | 26 maggio 2014 | Francesco Coppari | Centro-destra (PDL-UDC)                        | Sindaco |      |
| 26 maggio 2014 | 27 maggio 2019 | Lauretta Giulioni | Lista civica Vivi Filottrano - Centro-sinistra | Sindaco |      |
| 27 maggio 2019 | 10 giugno 2024 | Lauretta Giulioni | Lista civica Vivi Filottrano - Centro-sinistra | Sindaco |      |
| 10 giugno 2024 | in carica      | Luca Paolorossi   | Lista civica Noi per Filottrano - Destra       | Sindaco |      |

Il gonfalone comunale

Fonte dati elettorali: Ministero dell'Interno. Dipartimento per gli Affari Interni e Territoriali.

### Gemellaggi
- Kuppenheim, dal 2002[13]
- Raon-l'Étape, dal 2007[13]

## Sport

### Calcio
Filottrano è rappresentata da ben 3 formazioni: in Prima Categoria c'è la storica Filottranese, nata nel 1922, mentre la Leonessa Montoro disputa la Seconda Categoria. In Terza Categoria milita invece l'Atletico 2008.

### Pallavolo
La Polisportiva Filottrano Pallavolo nasce nel 1980 raccogliendo preesistenti esperienze amatoriali in questo sport. Dalla fine degli anni ottanta, grazie alla costruzione di un palazzetto dello sport nel comune, la società comincia uno sviluppo più costante e organico.
La società vanta una ampio settore giovanile con squadre sia femminili che maschili, con squadre seniores partecipanti ai campionati regionali (una maschile e una femminile) e una squadra femminile che dalla stagione 2014-15 partecipa al campionato nazionale di Serie A2 ottenendo la promozione nel massimo campionato italiano al termine del campionato 2016-17.

### Calcio a 5
La principale squadra di Calcio a 5 della città è la Nuova Ottrano che milita in serie C2.

### Tennis
Il Tennis Club Ottrano ha contribuito alla costruzione del nuovo impianto coperto in funzione tutto l'anno 24 ore su 24 milita da molti anni nella serie C nazionale. Situato in via Gemme. Vicino è situato il campo di pallavolo e sopra e sotto vi sono i campi da calcio. Varie squadre sia giovanili, sia seniores, maschi o femmine possono vantare la loro appartenenza al Circolo.